# Heteronotus pertyi
Heteronotus pertyi är en insektsart som beskrevs av Metcalf och Wade 1965. Heteronotus pertyi ingår i släktet Heteronotus och familjen hornstritar. Inga underarter finns listade i Catalogue of Life.